# PZ Cassiopeiae
PZ Cassiopeiae è una stella di magnitudine apparente +8,75 situata nella costellazione di Cassiopea.
Dista circa 7800 anni luce dal sistema solare ed è una supergigante rossa di tipo spettrale M3Iab avente un raggio stimato da 1190 a 1940 volte quello del Sole.
È possibile che il valore maggiore del suo raggio sia sovrastimato; in ogni caso è una delle stelle più grandi conosciute.